# Policasta
Policasta (in greco antico: Πολυκάστη?, Polykástē) è una figura della mitologia greca, la più giovane tra le figlie di Nestore, il re di Pilo; sua madre, a seconda dei miti, è Anassibia oppure Euridice.

## Mitologia
Si prende cura di Telemaco (non appena questi giunge accompagnato dalla Dea Atena travestita da Mentore) alla reggia paterna in cerca di notizie sul proprio padre Ulisse; poi lo spoglia e gli prepara il bagno, spalmandolo con olio e facendogli indossare bei vestiti, il mantello  la tunica. 
 Nei racconti successivi appare come sua moglie, da cui avrà un figlio chiamato Persepoli. Infine nell'Antologia Palatina vengono indicati anche essere gli autentici genitori del poeta Omero.